# Laversines
Laversines är en kommun i departementet Oise i regionen Hauts-de-France i norra Frankrike. Kommunen ligger i kantonen Nivillers som tillhör arrondissementet Beauvais. År 2022 hade Laversines 1 133 invånare.

## Befolkningsutveckling
Antalet invånare i kommunen Laversines
| Referens: INSEE |